# Joe Maddock
Pour les articles homonymes, voir Maddock (homonymie).
Pas d'image ? Cliquez ici

a Compétitions nationales et continentales officielles uniquement.

b Matchs officiels uniquement.
Dernière mise à jour le 11 octobre 2018.
Joseph Samual Maddock, né le 20 décembre 1978 à Christchurch, est un ancien joueur de rugby à XV néo-zélandais, reconverti entraîneur, ayant évolué au poste d'arrière ou d'ailier. 

## Carrière

### Entraîneur
En 2018, il devient entraîneur en chef de la province de Canterbury en Mitre 10 Cup.

## Palmarès
- Vainqueur du Super 12 en 2002
- Vainqueur du Challenge européen en 2008
- Finaliste du Super 12 en 2003